# لاكي كانون
لاكي كانون (بالإنجليزية: Lucky Cannon)‏ هو مصارع محترف أمريكي، ولد في 8 نوفمبر 1983 في نيو أيبيريا في الولايات المتحدة.

## روابط خارجية
- لاكي كانون على موقع WrestlingData.com (الإنجليزية)
- لاكي كانون على موقع CageMatch worker (الإنجليزية)
- لاكي كانون على موقع قاعدة بيانات المصارعة على الإنترنت (الإنجليزية)
- لاكي كانون على موقع عالم المصارعة على الإنترنت (الإنجليزية)